# (34625) 2000 UT68
2000 UT68 (asteroide 34625) é um asteroide da cintura principal. Possui uma excentricidade de 0.02041450 e uma inclinação de 7.80450º.
Este asteroide foi descoberto no dia 25 de outubro de 2000 por LINEAR em Socorro.